# 拉拉涅蒙泰格兰
拉拉涅蒙泰格兰（法語：Laragne-Montéglin，法語發音：[laʁaɲ mɔ̃teɡlɛ̃]），又称拉腊涅蒙泰格兰，是法国上阿尔卑斯省的一个市镇，位于该省西南部，属于加普区。

## 地理
拉拉涅蒙泰格兰（44°18'54"N, 5°49'18"E）面积23.51 平方千米，位于法国普罗旺斯-阿尔卑斯-蓝色海岸大区上阿尔卑斯省，该省份为法国东南部内陆省份，北起萨瓦省，西北接伊泽尔省，西南接德龙省，南至上普罗旺斯阿尔卑斯省，东北部与意大利接壤。
与拉拉涅蒙泰格兰接壤的市镇（或旧市镇、城区）包括：米松、萨莱翁、于派克斯、加尔德科隆布、比埃什-梅乌日河谷村。

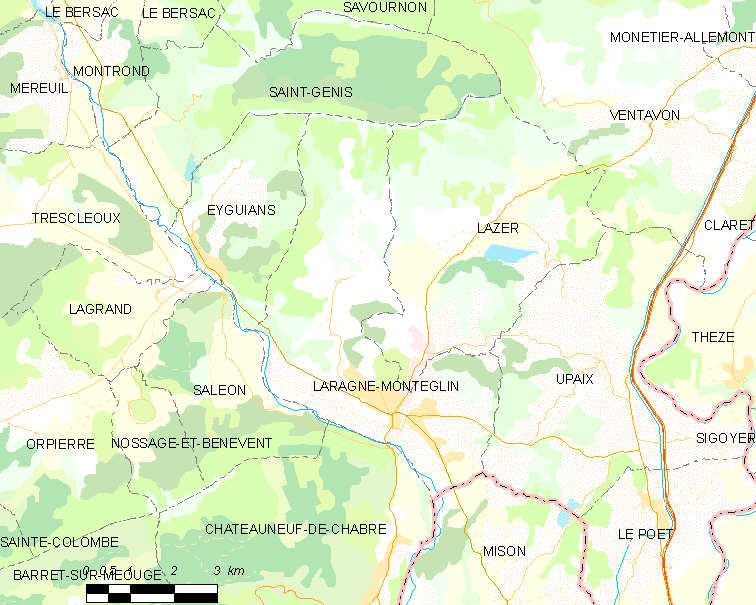
拉拉涅蒙泰格兰的OSM定位图

拉拉涅蒙泰格兰的时区为UTC+01:00、UTC+02:00（夏令时）。

## 行政
拉拉涅蒙泰格兰的邮政编码为05300，INSEE市镇编码为05070。

## 政治
拉拉涅蒙泰格兰所属的省级选区为拉拉涅蒙泰格兰县。

## 人口

1962-2008年间拉拉涅蒙泰格兰人口变化图示

拉拉涅蒙泰格兰于2022年1月1日时的人口数量为3566人。